# Escut de Miralcamp
L'escut oficial de Miralcamp té el següent blasonament:
Escut caironat: d'or, 3 faixes viperades de sable; ressaltant sobre el tot una espasa flamejada d'argent posada en pal. Per timbre una corona mural de poble.

## Història
Va ser aprovat el 4 d'agost de 1987 i publicat en el DOGC el 14 de setembre del mateix any amb el número 889.
L'espasa flamejada és l'atribut de sant Miquel, patró del poble. El viperat d'or i de sable són les armes dels Anglesola, senyors de la localitat des del segle xii.